# Sprintvärldsmästerskapen i kanotsport 1989
Sprintvärldsmästerskapen i kanotsport 1989 anordnades i Plovdiv i Bulgarien.

## Medaljsummering
| Pl.    | Nation          | Guld | Silver | Brons | Totalt |
| ------ | --------------- | ---- | ------ | ----- | ------ |
| 1      | Sovjetunionen   | 8    | 3      | 5     | 16     |
| 2      | Östtyskland     | 7    | 3      | 1     | 11     |
| 3      | Ungern          | 3    | 6      | 2     | 11     |
| 4      | Polen           | 0    | 4      | 2     | 6      |
| 5      | Frankrike       | 0    | 2      | 2     | 4      |
| 6      | Västtyskland    | 0    | 1      | 2     | 3      |
| 7      | Bulgarien       | 0    | 0      | 3     | 3      |
| 8      | Danmark         | 2    | 0      | 0     | 2      |
| 9      | Tjeckoslovakien | 1    | 0      | 1     | 2      |
| 10     | Storbritannien  | 0    | 1      | 1     | 2      |
| 11     | Australien      | 1    | 0      | 0     | 1      |
| 12     | Kanada          | 0    | 1      | 0     | 1      |
| 13     | Rumänien        | 0    | 1      | 0     | 1      |
| 14     | Portugal        | 0    | 0      | 1     | 1      |
| 15     | Sverige         | 0    | 0      | 1     | 1      |
| 16     | USA             | 0    | 0      | 1     | 1      |
| Totalt | Totalt          | 22   | 22     | 22    | 66     |

### Herrar

#### Kanadensare
| Gren        | Guld                                                                       | Tid | Silver                                                         | Tid | Brons                                                                | Tid |
| C-1 500 m   | Mychajlo Slyvynskyj (URS)                                                  |     | Olaf Heukrodt (GDR)                                            |     | Martin Marinov (BUL)                                                 |     |
| C-1 1000 m  | Ivans Klementjevs (URS)                                                    |     | Larry Cain (CAN)                                               |     | Gáspár Boldizsár (HUN)                                               |     |
| C-1 10000 m | Ivans Klementjevs (URS)                                                    |     | Zsolt Bohács (HUN)                                             |     | Jan Bartůněk (TCH)                                                   |     |
| C-2 500 m   | Sovjetunionen Viktar Renejski Nicolae Juravschi                            |     | Polen Tomasz Goliasz Marek Łbik                                |     | Frankrike Joël Bettin Philippe Renaud                                |     |
| C-2 1000 m  | Danmark Arne Nielsson Christian Frederiksen                                |     | Frankrike Olivier Bolvin Didier Hoyer                          |     | Sovjetunionen Jurij Hurin Valerij Vesjko                             |     |
| C-2 10000 m | Danmark Arne Nielsson Christian Frederiksen                                |     | Frankrike Olivier Bolvin Didier Hoyer                          |     | Storbritannien Andrew Train Stephen Train                            |     |
| C-4 500 m   | Sovjetunionen Viktar Renejski Nicolae Juravschi Jurij Gurin Valerij Vesjko |     | Ungern Attila Szabó Zsolt Varga György Zala Ervin Hoffmann     |     | Frankrike Bénoît Bernard Joël Bettin Philippe Renaud Pascal Sylvoz   |     |
| C-4 1000 m  | Sovjetunionen Viktar Renejski Nicolae Juravschi Jurij Hurin Valerij Vesjko |     | Ungern Gusztáv Leikep Attila Szabó Gábor Takács Ervin Hoffmann |     | Bulgarien Dejan Bonev Nikolaj Buhalov Hristo Georgiev Paisij Lubenov |     |

#### Kajak
| Gren        | Guld                                                                             | Tid | Silver                                                                       | Tid | Brons                                                                     | Tid |
| K-1 500 m   | Martin Hunter (AUS)                                                              |     | Kay Bluhm (GDR)                                                              |     | Mike Herbert (USA)                                                        |     |
| K-1 1000 m  | Zsolt Gyulay (HUN)                                                               |     | Torsten Krentz (GDR)                                                         |     | Kalle Sundqvist (SWE)                                                     |     |
| K-1 10000 m | Attila Szabó (TCH)                                                               |     | Stanislav Borejko (URS)                                                      |     | José Garcia (POR)                                                         |     |
| K-2 500 m   | Östtyskland Kay Bluhm Torsten Guitsche                                           |     | Sovjetunionen Siarhej Kalesnik Anatolij Tisjtjenko                           |     | Polen Maciej Freimut Wojciech Kurpiewski                                  |     |
| K-2 1000 m  | Östtyskland Kay Bluhm Torsten Guitsche                                           |     | Sovjetunionen Vladimir Bobresjov Artūras Vieta                               |     | Ungern Attilia Andorvicz Zoltán Berkes                                    |     |
| K-2 10000 m | Ungern Attila Ábrahám Sándor Hódosi                                              |     | Storbritannien Grayson Burne Ivan Lawler                                     |     | Sovjetunionen Vladimir Gordilej Gennadij Vasilenko                        |     |
| K-4 500 m   | Sovjetunionen Viktor Denisov Serhij Kirsanov Oleksandr Motuzenko Viktar Puseŭ    |     | Västtyskland Volker Kreutzer Thomas Pfrang Reiner Scholl Mario von Appen     |     | Bulgarien Adrian Duschev Petar Godev Nikolaj Jordanov Ivan Marinov        |     |
| K-4 1000 m  | Ungern Ferenc Cspies Attila Ábrahám Zsolt Gyulay Sándor Hódosi                   |     | Polen Robert Chwialkoksi Maciej Freimut Grzegorz Krawców Wojciech Kurpiewski |     | Östtyskland Guido Behling Torsten Krentz Thomas Vaske André Wohllebe      |     |
| K-4 10000 m | Sovjetunionen Vladimir Bobresjov Aljaksandr Myzhin Sergej Superata Artūras Vieta |     | Ungern Gábor Kulcsár Ákos Angyal Ferenc Csipes László Vincze                 |     | Polen Andrzej Gajewski Tomasz Franaszek Grzegorz Kaleta Mariusz Rutkowski |     |

### Damer

#### Kajak
| Gren       | Guld                                                                 | Tid | Silver                                                          | Tid | Brons                                                                                  | Tid |
| K-1 500 m  | Katrin Borchert (GDR)                                                |     | Izabela Dylewska (POL)                                          |     | Josefa Idem (FRG)                                                                      |     |
| K-1 5000 m | Katrin Borchert (GDR)                                                |     | Izabela Dylewska (POL)                                          |     | Josefa Idem (FRG)                                                                      |     |
| K-2 500 m  | Östtyskland Anke Nothnagel Heike Singer                              |     | Ungern Éva Dónusz Erika Mészáros                                |     | Sovjetunionen Irina Salomjkova Galina Savenko                                          |     |
| K-2 5000 m | Östtyskland Monika Bunke Ramona Portwich                             |     | Rumänien Marina Bituleanu Lumineta Hertea                       |     | Sovjetunionen Aleksandra Apanovitj Nadezjda Kovalevitj                                 |     |
| K-4 500 m  | Östtyskland Katrin Borchert Monika Bunke Heike Singer Anke Nothnagel |     | Ungern Katalin Gyulai Henirette Huber Rita Kőbán Erika Mészáros |     | Sovjetunionen Aleksandra Apanovitj Nadezjda Kovalevitj Irina Salomjkova Galina Savenko |     |